# Mytro
Mytro (en hangul, 마이트로; romanización revisada, Maiteuro; estilizado en mayúsculas) es una banda de trot surcoreana formada por SM Entertainment y TV Chosun. El grupo está formado por cinco miembros: Han Tey, Jung Yoon-jae, Shohei, Lim Chae-pyeong y Seo Woo-hyeok. Antes de su debut, la banda protagonizó Falling for a Trot-dol: Lovestruck Noonas (2024), un reality show y programa de variedades que narra los preparativos para su debut. La banda hará su debut en febrero de 2025.

## Historia

### 2024-presente: Formación y predebut
El 12 de agosto de 2024, SM Entertainment y TV Chosun anunciaron que se habían asociado para un proyecto de grupo de trot, con el grupo posiblemente llamado «T-5». En ese momento se anunció que el grupo estaría formado por cinco miembros, incluido un actor, un concursante anterior de Mr. Trot y un aprendiz de K-pop, y que el grupo sería producido por Cho Young-soo, conocido por su trabajo en Miss Trot y Mr. Trot en TV Chosun. Además, se anunció que la formación del grupo sería documentada en un reality show de TV Chosun que comenzaría a transmitirse en Corea y Japón en octubre.
El nombre del grupo fue revelado como «Mytro» y sus miembros fueron anunciados oficialmente el 13 de septiembre en un especial de TV Chosun titulado Prelude to Love. Se reveló que los cinco miembros de Mytro son Han Tey, un exmiembro de la banda de chicos Mr.Mr, Jung Yoon-jae, un ex actor, Shohei, un miembro del equipo de entrenamiento de SM SM Rookies, Lim Chae-pyeong, un concursante anterior de la segunda temporada de Mr. Trot, y See Woo-hyeok, un ex actor infantil.

#### Falling for a Trot-dol: Lovestruck Noonas
El 25 de septiembre, se anunció que el programa producido por SM C&C Falling for a Trot-dol: Lovestruck Noonas comenzaría a transmitirse en TV Chosun el 5 de octubre, y sigue al grupo a través de los preparativos de su debut. El programa está formado por un grupo de mujeres (Lee Young-ja, Song Eun-i y Kim Sook, colectivamente como las «noonas») que actúan como fangirls y brindan comentarios mientras miran contenido detrás de escena de Mytro preparándose para su debut. La banda actúa para las noonas al menos una vez por episodio.

## Miembros
- Han Tey (en hangul, 한태이)[7]
- Jung Yoon-jae (en hangul, 정윤재)
- Shohe (en hangul, 쇼헤이) - líder[8]
- Lim Chae-pyeong (en hangul, 임채평)
- Seo Woo-hyeok (en hangul, 서우혁)

## Filmografía

### Programas televisivos
| Año  | Título                                    | Notas                                  | Ref.  |
| ---- | ----------------------------------------- | -------------------------------------- | ----- |
| 2024 | Prelude to Love                           | Especial de revelación de miembros     | [ 4 ] |
| 2024 | Falling for a Trot-dol: Lovestruck Noonas | Programa de variedades previo al debut | [ 9 ] |